# Adrian Newey
Adrian Newey (ur. 26 grudnia 1958 w Stratford-upon-Avon) – brytyjski specjalista techniczny oraz współwłaściciel zespołu Aston Martin F1 który występuje w serii wyścigów Formuła 1. Pracował dla Williamsa, McLarena i Red Bull Racing. W trakcie swojej kariery zaprojektował wiele modeli samochodów Formuły 1, które zdobywały tytuły mistrzowskie zarówno w klasyfikacji kierowców jak i konstruktorów.

## Życiorys

### Dzieciństwo i początki kariery
Adrian Newey dorastał zafascynowany samochodami i kochał modele wyścigowe. Kupił stare maszyny, którym zwiększył wydajność poprzez modyfikacje techniczne. Chodził do szkoły Repton School. Uczył się w Leamington Spa College of Further Education i studiował na Ordinary National Diploma, co pomogło mu zdobyć miejsce w University of Southampton, gdzie studiował aerodynamikę i astronautykę. Newey ukończył studia w 1980 roku i uzyskał dyplom z wyróżnieniem pierwszej klasy. Tam spotkał Iana Reeda z March Engineering, który był pod wrażeniem jego pracy, dlatego zaoferował mu ją na stanowisku kreślarza.
Po ukończeniu nauki na uniwersytecie pracował w Fittipaldi Automotive. W 1981 roku rozpoczął pracę dla March Engineering. Podczas zimy 1982 roku zaprojektował samochód sportowy March GTP, który zdobył dwa tytuły mistrzowskie w IMSA. Pod koniec 1983 roku otrzymał zadanie zaprojektowania March 84C Indycar. Tom Sneva zajął drugie miejsce w CART a Rick Mears wygrał wyścig w Indianapolis 500.
W połowie 1986 roku Teddy Mayer poprosił Neweya by ten opuścił March i przeszedł do zespołu Formuły 1 FORCE by spróbować poprawić bolid. W listopadzie 1986 roku było wiadome, że zespół wycofa się z rywalizacji, Newey został zatrudniony na stanowisku inżyniera wyścigowego Mario Andrettiego w serii CART. W sierpniu 1986 roku powrócił do March Engineering, rozpoczął pracę na stanowisku głównego projektanta by zaprojektować bolid Formuły 1 March 881. W 1989 roku gdy March Engineering został wykupiony przez Leyton House Newey objął stanowisko dyrektora technicznego zespołu, w lecie 1990 roku został zwolniony ponieważ bolidy March CG891 i Leyton House CG901 były niezadowalające.

### Praca dla Williamsa
W 1990 roku Patrick Head zaproponował mu pracę w Williamsie, Newey objął stanowisko dyrektora technicznego i zaprojektował Williams FW14 (1991) i wersję FW14B (1992), Williams FW15C (1993), Williams FW16 (1994) i wersję FW16B (1994), Williams FW17 (1995) i wersję FW17B (1995), Williams FW18 (1996) i Williams FW19 (1997).

#### Wypadek Ayrtona Senny
Podczas Grand Prix San Marino 1 maja 1994 roku na włoskim torze Autodromo Enzo e Dino Ferrari w Imoli podczas wypadku zginął Ayrton Senna, który prowadził bolid Williams FW16 zaprojektowany przez Neweya. Newey i Patrick Head zostali posądzeni o spowodowanie wypadku, w samochodzie wykryto, że kolumna kierownicy została źle zmodyfikowana i pękła. Williams przez cały czas sprzeciwiał się tym zarzutom. W 1997 roku został wydany wyrok uniewinniający Neweya i Heada, w 1999 roku go podtrzymano a w 2003 roku proces został wznowiony, obaj zostali uniewinnieni, 27 maja 2005 roku zostali uniewinnieni przez sąd apelacyjny. W 2011 roku Newey przyznał, że wypadek go zmienił, chciał wycofać się z rywalizacji w Mistrzostwach Świata Formuły 1.

### Praca dla McLarena
Pod koniec 1996 Newey nie chciał pozostać w Williamsie. Na początku 1998 roku rozpoczął pracę dla McLarena jako dyrektor techniczny. Zaprojektował bolidy McLaren MP4/13 (1998) i McLaren MP4/14 (1999), McLaren MP4/15 (2000), McLaren MP4-16 (2001), McLaren MP4-17 (2002) i wersję MP4-17D (2003), McLaren MP4-18 (2003), McLaren MP4-19 (2004) i wersję MP4-19B (2004), McLaren MP4-20 (2005) i McLaren MP4-21 (2006).
1 czerwca 2001 ogłoszono, że po wygaśnięciu kontraktu Neweya z McLarenem, w sierpniu 2002 roku rozpocznie on pracę dla Jaguar Racing, kilka godzin później, ogłoszono, że Newey będzie projektował bolidy na lata 2002-2003 nadal dla McLarena.

### Praca dla Red Bull Racing
Myślę, że moja kariera została urozmaicona kilkoma zmianami zespołów, ale teraz jestem bardzo szczęśliwy w Red Bullu. Naprawdę nie jestem w stanie wyobrazić siebie w innym miejscu.

29 stycznia 2006 roku Newey opuścił McLarena i rozpoczął pracę dla Red Bull Racing. Był zaangażowany w początkowy rozwój zespołu Red Bull Racing, przed podjęciem wyzwania chciał pracować przy jachtach startujących w regatach o Puchar Ameryki. Zaprojektował bolidy Red Bull RB3 (2007), Red Bull RB4 (2008), Red Bull RB5 (2009), Red Bull RB6 (2010), Red Bull RB7 (2011), Red Bull RB8 (2012), Red Bull RB9 (2013), Red Bull RB10 (2014), Red Bull RB11 (2015), Red Bull RB12 (2016), Red Bull RB13 (2017), Red Bull RB14 (2018), Red Bull RB15 (2019), Red Bull RB16 (2020), Red Bull RB16B (2021), Red Bull RB18 (2022), Red Bull RB19 (2023),  Red Bull RB20 (2024) oraz zmodyfikował Red Bull RB2 w 2006 roku. We współpracy z Red Bullem stworzył również własny Hypercar Red Bull RB17 (2024).
1 maja 2024 ogłosił odejście z Red Bulla
Praca dla Astona Martina
1 marca 2025 oficjalnie zostało potwierdzone dołączenie Adriana do Aston Martin F1, w którym oprócz wysokiego kontraktu dostał też udziały zespołu i stał się jego współwłaścicielem. Nie będzie poprawiał bolidu na Formuła 1 Sezon 2025, tylko skupi się na przygotowywaniu bolidu na sezon 2026, gdyż wejdą nowe regulacje silnikowe i aerodynamiczne.
Newey otrzymał kilka propozycji pracy dla Scuderia Ferrari, za każdym razem odmawiał.

### Udział w wyścigach
W 2006 roku wziął udział w wyścigu Le Mans Classic w Fordzie GT40, miał wypadek, stracił przytomność i został przewieziony do szpitala. W 2007 roku wziął udział w wyścigu Le Mans. Wraz z Joe Macari i Benem Aucott siadł za kierownicą Ferrari F430 GT. Wyścig ukończyli na czwartym miejscu w kategorii GT2 oraz na 22 pozycji w klasyfikacji generalnej. W czerwcu 2009 roku wziął udział w wyścigu Britcar Spa Euro Race w Lotusie Elise wyścig ukończył na trzecim miejscu. W listopadzie 2009 roku wziął udział w wyścigu Vallelunga Six Hours w BMW M3 w klasie Silver Cup.
2 i 3 lipca 2010 roku Newey prowadził bolid Red Bull RB5 podczas Goodwood Festival of Speed, następnie otrzymał bolid Red Bull RB5 jako podziękowanie, prezent po tym jak Sebastian Vettel i Mark Webber wygrali łącznie dziewięć wyścigów w sezonie 2010. 8 sierpnia 2010 roku miał wypadek podczas wyścigu Ginetta GT Supercup na torze Snetterton Motor Racing Circuit, gdy startował jako kierowca (gość). Samochód został wprowadzony w poślizg i znalazł się na drodze innego nadjeżdżającego samochodu, po czym doszło do uderzenia z boku  natomiast Newey odniósł nietrwałe poważne obrażenia, został przewieziony do szpitala. W 2010 roku wziął udział w Endurance Champions Cup w wyścigu 6. godzinnym wyścigu Misano Notturna na torze Misano World Circuit. W listopadzie 2010 wystartował w Endurance Champions Cup w 6. godzinnym wyścigu Vallelungi na torze ACI Vallelunga Circuit.
11 marca 2011 roku Newey wystąpił podczas Spirit Montjuic w Fordzie GT40, wydarzenie miało miejsce na torze Circuit de Catalunya, miało to upamiętnić miejsce rozgrywania ulicznego wyścigu w barcelońskim Parku Montjuic, gdzie w latach 1969-1975 odbyły się cztery edycje Grand Prix Hiszpanii. 24 lipca 2011 roku ponownie wystartował w rundzie Endurance Champions Cup w wyścigu 6. godzinnym wyścigu Misano Notturna na torze Misano World Circuit w zespole Austrian Duller Motorsport w samochodzie Ferrari F430 GT2. Jego zmiennikiem był jego przyjaciel Joe Macari.

### Samochód zaprojektowany do gry komputerowej
Adrian Newey wraz z Red Bull Racing i Polyphony Digital zaprojektował wirtualny samochód Red Bull X2010 do gry komputerowej Gran Turismo 5 wydanej na konsolę PlayStation 3 24 listopada 2010 roku, Projekt samochodu był testowany przez mistrza świata Formuły 1 Sebastiana Vettela, ustanowił on własny rekord toru na Suzuka International Racing Course będąc szybszym od bolidu Formuły 1 o ponad 20 sekund, na Nürburgring GP osiągnął rekordowy czas 1 minuty i 4 sekund. Istnieją trzy wersje samochodu, każda jest w kategorii premium: Red Bull X2010 S. Vettel (malowanie Red Bull Racing), Red Bull X2010 (dowolny kolor) oraz Red Bull X2010 Prototype (niemalowane włókno węglowe). Samochód jest odpowiedzą na pytanie "A co by było, gdyby...?", wszystkie zasady przy projektowaniu zostały pominięte, jest połączeniem różnych technologii. Samochód Red Bull X2010 Prototype jest wyrazem ciekawości, pasji i sił, które razem zapewniają wygląd, symulację fizyki, technologię wyścigową oraz jazdę na najwyższym światowym poziomie. Samochód zbliża się do granic możliwości kierowców, samochód osiąga prędkość maksymalną ponad 450 km/h a jego maksymalne przeciążenie czołowe lub boczne wynosi 8,25 G przy 300 km/h.

## Opinie i nagrody
Po zdobyciu tytułu mistrzowskiego w 2010 roku przez Red Bull Racing Mark Webber stwierdził, że „Adrian jest wielkim członkiem naszego zespołu i jego geniusz projektowania samochodów F1 jest bardzo dobrze znany” oraz „On jest geniuszem, umiejętność rozumienia tego co potrzebuje samochód od strony aerodynamicznej jest jego największą siłą i jest tym co sprawia, że jego bolidy są tak szybkie. To jest zbliżone do ludzi, którzy projektują samoloty czy jachty. On jest niesamowity w zrozumieniu tego czego potrzebuje samochód, aby wytworzyć siłę docisku, co tworzy czas okrążenia, a to z kolei kreuje zwycięstwa”. Stefano Domenicali stwierdził, że „(...) Adrian jest jednym z najlepszych, o ile nie najlepszym w F1”. Fernando Alonso stwierdził „On jest naprawdę bardzo dobry i buduje świetne samochody, ale był takim samym geniuszem przez pierwsze pięć lat i ich bolidy nie były tak dobre. Aby odnieść sukces potrzebujesz wielu rzeczy, włącznie z grupą inteligentnych osób, budżetem – właściwie bez tej mieszanki jest to niemożliwe. Newey nie pójdzie do Virgina i nie zdobędzie mistrzostwa bez właściwych struktur”.
Adrian Newey jest jedyną osobą w Red Bull Racing, która do pracy nie używa komputerów, wszystko wykonuje na papierze. Newey jest jedynym konstruktorem oraz projektantem, który pomógł zdobyć tytuły mistrzowskie w klasyfikacji konstruktorów w różnych zespołach.
15 stycznia 2007 roku została wydana Scalextric: A Race Through Time – The Official 50th Anniversary Book przez J H Haynes & Co Ltd, gdzie przedstawiono Neweya na zdjęciach z czasów dzieciństwa. 6 grudnia 2009 roku w Londynie Newey otrzymał nagrodę Johna Bolstera przyznawaną przez Autosport za osiągnięcia techniczne. W listopadzie 2010 roku ogłoszono, że Adrian Newey jest najlepiej zarabiającym pracownikiem w Red Bull Racing.
W lipcu 2011 roku podczas corocznej gali w angielskiej Izbie Lordów otrzymał nagrodę przyznawaną przez Motorsport Industry Association (MIA), nagrodę wręczył mu Damon Hill, kierowca Formuły 1. Nagrodę otrzymał za największy wkład w rozwój przemysłu sportów wyścigowych i sukcesy odnoszone w tej dziedzinie na przestrzeni ostatnich 30 lat. W styczniu 2011 roku podczas szóstej edycji Race Tech World Motorsport Symposium Adrian Newey otrzymał nagrodę Dino Toso w kategorii Racecar Aerodynamicist of the Year.  W 2012 roku otrzymał odznaczenie Oficera Orderu Imperium Brytyjskiego.

## Życie prywatne
W 2006 roku Adrian Newey stwierdził, że chciałby współpracować z Michaelem Schumacherem. Jest przyjacielem Bobby'ego Rahala i Joe Macariego.
Newey mieszka w domu w stylu georgiańskim, zbudowanym w połowie XIX wieku, a jego wewnętrzny wystrój stanowi mieszankę tradycji oraz nowoczesności. Nazywa swoje samochody męskimi imionami. Newey lubi projektowanie, sportową rywalizację i konstruowanie.